# 前10年代
| 千纪： | 前1千纪                                                                                          |
| 世纪： | 前2世纪 \| 前1世纪 \| 1世纪                                                                      |
| 年代： | 前40年代 \| 前30年代 \| 前20年代 \| 前10年代 \| 前0年代 \| 0年代 \| 10年代                       |
| 年份： | 前19年 \| 前18年 \| 前17年 \| 前16年 \| 前15年 \| 前14年 \| 前13年 \| 前12年 \| 前11年 \| 前10年 |

前10年代從前19年1月1日開始，於前10年12月31日結束。

## 大事记
- 公元前18年，漢成帝劉驁寵愛趙飛燕姊妹，廢許皇后，殺許皇后姊許謁。
- 公元前18年，相传朝鮮半島西南慰禮部扶餘溫祚，據馬韓故地，建百濟王國。
- 公元前17年，勃海郡、清河郡、信都郡諸郡河水氾濫。
- 公元前16年，漢成帝封王莽為新都侯。劉驁立趙飛燕為皇后。劉向著列女傳、新序、說苑三書。
- 公元前14年，尉氏縣民樊並，山陽鐵官徒蘇令，起兵反，兵敗被殺。
- 公元前12年，匈奴車牙若鞮單于嗣位。

## 出生
- 前10年，克勞狄一世，羅馬帝國皇帝。

## 逝世
- 公元前12年，搜諧若鞮單于